# Härdöpfeler
El härdöpfeler es un aguardiente de papa o patata típico de Suiza. Otrora fue el alcohol «fuerte» de los pobres, y su destilación casera fue ilegalizada, al igual que la absenta.
Härdöpfeler proviene de härdöpfel, que es el nombre para el tubérculo en sí. Esta denominación es exclusiva del alemán suizo hablado. En cambio, en el lenguaje escrito, se hace hace mención a él como kartoffelbrand (‘alcohol de patata’).

## Composición y propiedades
El härdöpfeler se compone de patata, agua, malta de cebada y levadura. Su graduación es generalmente de 45° y su apariencia es transparente como el agua.

## Historia
Durante la primera mitad del siglo XIX, la papa o patata fue en Europa un alimento barato y disponible todo el año. Los primeros intentos de fermentación acabarían en fracaso, ya que la patata tiene moléculas muy sólidas y es demasiado baja en azúcar. Fue con la adición de malta de cebada que se obtuvieron los primeros éxitos. La bebida alcanzó rápidamente un gran éxito popular, en parte debido a los cambios sociales asociados a la industrialización. El pastor y poeta bernés Jeremias Gotthelf (1797-1854) estaba particularmente preocupado por el abuso de härdöpfeler. Luchó activamente contra lo que llamó un mal social. Tras los estragos de la plaga del aguardiente de patata (Kartoffelschnapspest), en 1887 se introdujeron las primeras normas para combatir la producción descontrolada de productos adulterados. La calidad mejoró, pero el abuso siguió creciendo hasta el punto de plantear serios problemas de salud pública. Una ley federal prohibió la producción y venta de härdöpfler de la misma manera que la absenta (prohibida en Suiza desde 1910) en la época de la Primera Guerra Mundial. Las razones eran tanto para luchar contra el alcoholismo como para evitar el malgasto de patatas en tiempos de escasez y racionamiento. Se mantendrá una producción más o menos clandestina hasta el levantamiento de la prohibición en 1997.

## Preparación
El aroma del producto resultante dependerá de la variedad de patatas utilizadas. Actualmente, se prefieren razas locales como la bintje –sin mezclar otras variedades–. La preparación comienza cociendo las patatas (en agua hirviendo o al vapor) hasta obtener una papilla espesa. A esto le sigue la adición de una cantidad de malta de cebada que aporta las enzimas necesarias para la sacarificación de la fécula de patata, produciendo el azúcar necesario para el proceso de fermentación asegurado por la levadura. 
En la producción industrial, la malta de cebada a veces se reemplaza por una enzima sintética. Este método no da tan buen aroma como con la malta de cebada. Obtenemos entonces un puré espeso y harinoso que se deja fermentar unos días. La mezcla debe destilarse tan pronto como los azúcares estén completamente fermentados, de lo contrario, la mezcla puede desarrollar bacterias y agriarse. El grado de alcohol del líquido obtenido después de la destilación es demasiado alto para ser consumido. Por eso se diluye en varias etapas con agua destilada hasta bajar a 45°. La filtración finalmente asegura que el producto terminado sea perfectamente transparente.

## Área de producción
Toda Suiza con predominio en los cantones de Berna y Lucerna.

## Otros nombres
- Francés: Eau de vie de pommes de terre
- Alemán (Hochdeutsch): Kartoffelbrand, Kartoffelbranntwein, Kartoffelschnaps